# رضوان شهر (أصفهان)
رضوان شهر (بالفارسية: رضوان‌شهر) هي مدينة تقع في إيران في البلدة المركزية. يقدر عدد سكانها بـ 3,642 نسمة .